# Sue Casey

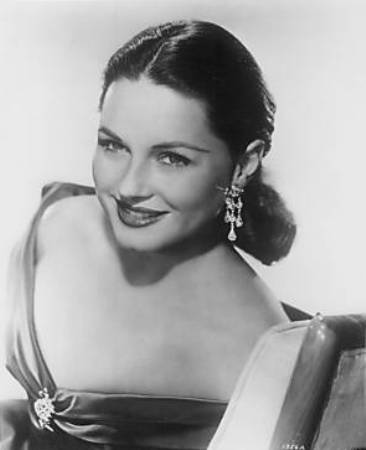
Aufnahme aus dem Jahr 1956

Suzanne „Sue“ Casey (* 8. April 1926 in Los Angeles, Kalifornien; † 21. Februar 2019 ebenda) war eine US-amerikanische Schauspielerin, die als Nebendarstellerin und Statistin von 1945 bis 2009 in über 85 Film- und Fernsehproduktionen mitwirkte. Ihre bekannteste Rolle war die der Sarah Woodling im Western-Musical Westwärts zieht der Wind aus dem Jahr 1969.

## Leben
Sue Casey wurde am 8. April 1926 in Los Angeles geboren und wuchs in Beverly Hills auf, ehe sie im Alter von zehn Jahren mit ihrer Familie nach Hollywood zog. Bereits während der Highschool wurde sie von einem Talentagenten entdeckt und nach einem Vorstellungsgespräch unter Vertrag genommen. Ihre erste Filmrolle spielte sie 1946 in Ball in der Botschaft.
Casey spielte im Laufe ihrer Karriere in bekannten Filmen wie Das Doppelleben des Herrn Mitty, Das Fenster zum Hof oder Frühstück bei Tiffany mit. Meistens jedoch nur in kleinen Neben- oder Statistenrollen, die zum großen Teil gar nicht im Abspann genannt wurden. Eine der Ausnahmen bildet ihr Auftritt als Lady Sybil im 1967 erschienenen Filmmusical Camelot – Am Hofe König Arthurs. Zu ihren bekanntesten im Abspann genannten Rollen gehört die der Sarah Woodling als Filmpartnerin von John Mitchum im Western-Musical Westwärts zieht der Wind von 1969. Ihre einzige Hauptrolle spielte Casey 1965 in dem Horrorfilm The Beach Girls and the Monster. Sie wirkte außerdem in mehr als 200 Werbespots sowie in Fernsehserien wie Rauchende Colts oder der The Dick Van Dyke Show mit.
Casey blieb noch bis ins hohe Alter aktiv. Zu ihren späteren Auftritte gehören Filme wie American Beauty und Fernsehserien wie Diagnose: Mord. 2009 hatte sie ihre letzte Rolle im Kurzfilm A Golightly Gathering. Anschließend beendete Casey nach mehr als sechzig Jahren ihre Laufbahn als Schauspielerin. Sie starb am 21. Februar 2019 im Alter von 92 Jahren in ihrer Heimatstadt Los Angeles.

## Wissenswertes
Für die Werbekampagne des Films Aladdin and His Lamp (1952) wurde Caseytrotz ihrer im Film reinen Statistenrolle als Banou, unter dem Titel „One of the Worlds Most Gorgeous Harem Beauties...“ („Eine der umwerfendsten Haremsschönheiten der Welt...“) zu einem der Gesichter der Kampagne, neben Mona Knox, Carol Varga und Peggy Deegan.

## Filmografie (Auswahl)
- 1946: Ball in der Botschaft (Holiday in Mexico)
- 1947: Das Doppelleben des Herrn Mitty (The Secret Life of Walter Mitty)
- 1948: Words and Music
- 1949: Neptuns Tochter (Neptune’s Daughter)
- 1949: Der Spieler (The Great Sinner)
- 1949: Ein tolles Gefühl (It's a Great Feeling)
- 1950: Der Unglücksrabe (The Yellow Cab Man)
- 1950: Duell in der Manege (Annie Get Your Gun)
- 1950: The Daughter of Rosie O’Grady
- 1950: Der Rebell (The Flame and the Arrow)
- 1950: Nancy geht nach Rio (Nancy Goes to Rio)
- 1951: Mississippi-Melodie (Show Boat)
- 1951: Ein Amerikaner in Paris (An American in Paris)
- 1951: Hochzeitsparade (Here Comes the Groom)
- 1951: The Lady Says No
- 1951: Spione, Liebe und die Feuerwehr (My Favorite Spy)
- 1952: Die Spielhölle von Las Vegas (The Las Vegas Story)
- 1952: Aladdin and His Lamp
- 1952: Für eine Handvoll Geld (The Big Trees)
- 1952: Wir sind gar nicht verheiratet (We’re Not Married!)
- 1952: Der Weg nach Bali (Road to Bali)
- 1952: Die goldene Nixe (Million Dollar Mermaid)
- 1953: Vorhang auf! (The Band Wagon)
- 1954: Das Fenster zum Hof (Rear Window)
- 1954: Tief in meinem Herzen (Deep in My Heart)
- 1961: Frühstück bei Tiffany (Breakfast at Tiffany's)
- 1962: Immer nur deinetwegen (Who’s Got the Action?)
- 1962/1963: Rauchende Colts (Gunsmoke; Fernsehserie, zwei Folgen)
- 1963: Eine neue Art von Liebe (A New Kind of Love)
- 1963: The Dick Van Dyke Show (Fernsehserie, eine Folge)
- 1964: Die Unersättlichen (The Carpetbaggers)
- 1965: The Beach Girls and the Monster
- 1967: Camelot – Am Hofe König Arthurs (Camelot)
- 1969: Lieber Onkel Bill (Family Affair; Fernsehserie, eine Folge)
- 1969: Westwärts zieht der Wind (Paint Your Wagon)
- 1975: Notruf California (Emergency!; Fernsehserie, eine Folge)
- 1979: Was, du willst nicht? (The Main Event)
- 1981: Der Teufelsschrei (Evilspeak)
- 1983: Ein Sprung in der Schüssel (Hysterical)
- 1986: Hotel (Fernsehserie, eine Folge)
- 1991: Hunter (Fernsehserie, eine Folge)
- 1995: Bis der Tod uns scheidet (Till the End of the Night)
- 1996: Die Brady Family 2 (A Very Brady Sequel)
- 1997: Das Leben und Ich (Boy Meets World; Fernsehserie, eine Folge)
- 1999: American Beauty
- 1999: Diagnose: Mord (Diagnosis Murder; Fernsehserie, eine Folge)
- 2002: So Little Time (Fernsehserie, eine Folge)
- 2009: A Golightly Gathering (Kurzfilm)